# BBC Philharmonic
La BBC Philharmonic è un'orchestra sinfonica della BBC con sede a Manchester in Inghilterra. Essa è una delle cinque orchestre che fanno parte della BBC.

## Storia
La 2ZY Orchestra venne costituita nel 1922 da una stazione radio di Manchester avente lo stesso nome. Essa eseguì e trasmise diverse prime esecuzioni di composizioni di musica contemporanea di musicisti come Elgar (Dream of Gerontius e Enigma Variations e Holst (The Planets). Venne poi ridenominata Northern Wireless Orchestra nel 1926.
Quando a Londra, nel 1930, venne fondata la BBC Symphony Orchestra, la BBC tagliò i fondi alle sue orchestre regionali e la Northern Wireless Orchestra venne ridotta a soli 9 elementi e rinominata Northern Studio Orchestra.
Tre anni dopo, la BBC ritornò sulla sua decisione e mantenne l'orchestra al completo - chiamandola BBC Northern Symphony Orchestra. Questo fu l'inizio dell'orchestra attuale.
L'orchestra suonò alle sue prime Prom nel 1961 e divenne popolare, con le sue esecuzioni, alla Free Trade Hall, un auditorium che divideva con la Hallé Orchestra. Dal 1996 entrambe le orchestre si esibiscono nella Bridgewater Hall.
Nel 1982 l'orchestra venne ulteriormente ampliata e prese il nome di BBC Philharmonic. Il messaggio contenuto nel nome dell'orchestra era che ormai non si trattava di una del nord dell'Inghilterra ma di un'orchestra che aveva sede al nord dell'Inghilterra.
Yan Pascal Tortelier fu il direttore principale dal 1992 al 2002 al quale succedette Gianandrea Noseda nel settembre 2002. Nel 2006 Noseda venne promosso a direttore capo in occasione del prolungamento del contratto fino a tutto il 2010. Egli lascerà la direzione alla fine della stagione 2010-2011 quando avrà il titolo di conductor laureate.  Nel luglio 2010 l'orchestra ha annunciato l'arrivo di Juanjo Mena in sostituzione di Noseda, con un contratto di 3 anni.

## Direttori principali
- Charles Groves, 1944 - 1951
- John Hopkins, 1952 - 1957
- George Hurst, 1958 - 1968
- Bryden Thomson, 1968 - 1973
- Raymond Leppard, 1973 - 1980
- Edward Downes, 1980 - 1991
- Yan Pascal Tortelier, 1992 - 2002
- Gianandrea Noseda, 2002 - 2011
- Juanjo Mena, 2011 - 2018
- Omer Meir Wellber, 2018 - in corso

## Altri direttori
- John Storgårds, Principal Guest Conductor
- HK Gruber, Composer/Conductor
- Vassily Sinaisky, Conductor Emeritus